# Omelet

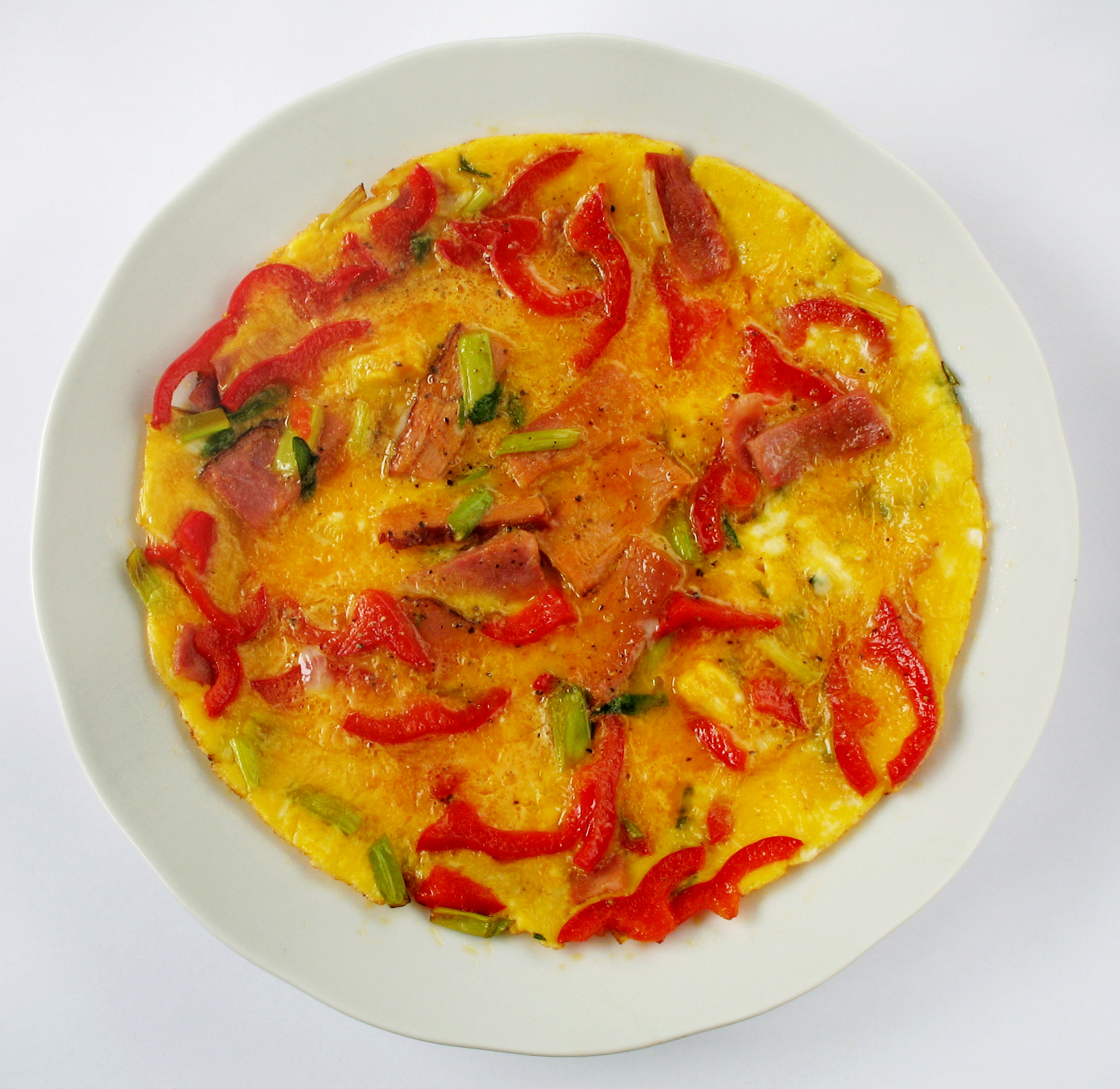
Een omelet gevuld met ham en groente

Een omelet is een eiergerecht van licht geklutste eieren, eventueel op smaak gemaakt met wat zout en peper, gebakken in boter of olie in een koekenpan. Ook wordt aan de eieren wel melk, room, roomkaas en/of meel toegevoegd. Daarnaast kan een omelet gevuld worden met kaas, groente, vlees (meestal ham) of een combinatie hiervan.

## Grootste omelet ooit
Op 11 augustus 2012 is in Ferreira do Zêzere de grootste omelet ooit gebakken. In totaal zijn er 145.000 eieren gebruikt om de reusachtige omelet van 6.466 kilogram te bakken.

## In populaire cultuur
- "Men kan geen omelet bakken zonder eieren te breken." Dit gezegde betekent dat er offers gebracht moeten worden om vooruit te geraken in het leven.